# Chesapeake Energy Arena
Chesapeake Energy Arena – wielofunkcyjna hala sportowa znajdująca się w Oklahoma City w stanie Oklahoma w Stanach Zjednoczonych. Została otwarta 8 czerwca 2002 roku. Koszt budowy wyniósł około 89,2 milionów dolarów.
Oryginalnie, w latach 2002–10 hala nosiła nazwę Ford Center. Następnie przez rok znana była jako Oklahoma City Arena, a od 2011 funkcjonuje obecna nazwa.
Od 2008 roku swoje mecze na niej rozgrywa występująca w NBA drużyna Oklahoma City Thunder. W latach 2002–09 była domowym obiektem zespołu Oklahoma City Blazers występującego w CHL. W latach 2005–07 domowe mecze rozgrywali na niej zawodnicy New Orleans Hornets z NBA, po uszkodzeniu hali w Nowym Orleanie przez Huragan Katrina.